# كونغرس ألاسكا
كونغرس ألاسكا (بالإنجليزية: Alaska Legislature)‏ هي الهيئة التشريعية ل، تتكون من المجلس الأعلى مجلس شيوخ ألاسكا
الذي يضم 20 مقعداً، والمجلس الأدنى مجلس نواب ألاسكا .